# Joeropsis tobagoensis
Joeropsis tobagoensis är en kräftdjursart som beskrevs av Brian Frederick Kensley och Marilyn Schotte1994. Joeropsis tobagoensis ingår i släktet Joeropsis och familjen Joeropsididae. Inga underarter finns listade i Catalogue of Life.